# Бугские Пороги
Бугские Пороги (укр. Бузькі Пороги, до 2016 г. — Куйбышевка) — село в Доманёвском районе Николаевской области Украины.
19 мая 2016 года Верховная Рада Украины своим постановлением переименовала село Куйбышевка на Бугские Пороги, исполняя закон о декоммунизации.
Население по переписи 2001 года составляло 6 человек. Почтовый индекс — 56419. Телефонный код — 5152. Занимает площадь 0,134 км².

## Местный совет
56419, Николаевская обл., Доманёвский р-н, с. Богдановка, ул. Константина Острожского, 46